# Alexander Fjodorowitsch Iljin-Schenewski
Alexander Fjodorowitsch Iljin-Schenewski (russisch Александр Фёдорович Ильин-Женевский wiss. Transliteration Aleksandr Fedorovič Il'in-Ženevskij, * 16. Novemberjul. / 28. November 1894greg. in Sankt Petersburg als Alexander Fjodorowitsch Iljin; † 3. September 1941 in Nowaja Ladoga) war ein sowjetischer Schachspieler und -organisator.

## Leben

### Jugend und politische Aktivitäten
Alexander Iljin war ein Bruder von Fjodor Raskolnikow. Im Frühjahr 1910 besuchte er erstmals den St. Petersburger Schachklub und wurde bereits im selben Jahr zur Teilnahme an der Stadtmeisterschaft zugelassen, bei der er wegen seiner Unerfahrenheit allerdings den letzten Platz belegte. Im Dezember 1912 wurde er wegen seines Engagements für die Bolschewiki verhaftet und anschließend von der Schule verwiesen.

### Zeit in der Schweiz
Mit Hilfe eines Gönners ging er nach Genf, um seine Ausbildung fortzusetzen. Dort widmete er sich auch dem Schachspielen, gewann im Februar 1914 die Genfer Meisterschaft und nahm im Sommer desselben Jahres an der Landesmeisterschaft der Schweiz teil, bei der er einen Mittelplatz belegte.

### Dienst in der russischen Armee
Kurz darauf kehrte er nach Russland zurück und änderte dort seinen Namen in Iljin-Schenewski (Schenewa ist der russische Name für Genf), um Verwechselungen mit Lenin zu vermeiden, der einige Artikel unter dem Pseudonym Iljin veröffentlicht hatte. In St. Petersburg spielte er einen Wettkampf gegen den Meister Anatol Tschepurnow, der unentschieden endete (4:4 bei 5 Remisen). Zu Beginn des Jahres 1915 wurde er zur Armee eingezogen, absolvierte im Mai die Petersburger Kadettenschule und wurde an die Front geschickt. Am 9. Juli erlitt er durch einen Granatentreffer in unmittelbarer Nähe schwere Traumata und wurde daraufhin fast ein Jahr lang medizinisch behandelt. Er hatte die Schachregeln komplett vergessen und musste das Spiel von neuem erlernen.

### Februarrevolution
Im Januar 1917 nahm er erstmals wieder an der Stadtmeisterschaft teil, die jedoch wegen des Ausbruchs der Februarrevolution nicht zu Ende gespielt werden konnte. Iljin-Schenewski war aktiv an der Revolution beteiligt und arbeitete für die Zeitungen Soldatskaja Prawda und Krasnaja Gazeta. Er schrieb über diese Zeit ein Buch, das 1931 unter dem Titel From the February revolution to the October revolution auch ins Englische übersetzt wurde.

### Organisation des Schachlebens
Im Dezember 1918 zog Iljin-Schenewski nach Moskau und versuchte dort, das zum Erliegen gekommene Schachleben wieder aufzubauen. Dabei waren seine guten politischen Kontakte sehr nützlich. Im Sommer 1920 war er maßgeblich an der Organisation der Allrussischen Schacholympiade beteiligt, die als erste Sowjetmeisterschaft gilt. Er nahm selbst an dem Turnier teil und belegte den geteilten neunten Platz, konnte aber ein Remis gegen den Turniersieger Alexander Aljechin erzielen. Iljin-Schenewski führte seit 1920 in der Zeitung K nowoj armii die erste ständige Schachspalte einer bedeutenden Zeitung in Sowjetrussland. Er wurde später Redakteur der Zeitschrift Schachmatny Listok, die als Schachmaty w SSSR bis zum Ende der Sowjetunion bestand.

### Eigene Schachaktivitäten
Ab 1923 lebte Iljin-Schenewski wieder in Petrograd. 1925 belegte er den geteilten 1.–4. Platz bei der Stadtmeisterschaft und qualifizierte sich damit für die UdSSR-Meisterschaft, bei der er auf den geteilten 6.–8. Platz kam. Im selben Jahr nahm er an dem in Moskau ausgerichteten Internationalen Meisterturnier teil. Dort belegte er den geteilten 9.–10. Platz und erregte durch seine Gewinnpartie gegen den Weltmeister José Raúl Capablanca, gegen den er mit einem Damenopfer erfolgreich war, großes Aufsehen. 1926 und 1928 wurde er nochmals Meister von Leningrad, 1927 gewann er die Meisterschaft der Gewerkschaften.

### Die letzten Jahre
In den 1930er Jahren verschlechterte sich Iljin-Schenewskis Gesundheit als Spätfolge seiner Kriegsverletzung und er konnte keine nennenswerten Turniererfolge mehr erzielen. Seine letzte von insgesamt neun UdSSR-Meisterschaften spielte er 1937. Er hatte jedoch maßgeblichen Einfluss auf die Talentförderung der sowjetischen Schachschule und unterstützte den jungen Michail Moissejewitsch Botwinnik. Iljin-Schenewski kam während des Zweiten Weltkrieges durch eine deutsche Fliegerbombe ums Leben.

## Eröffnungstheorie
In der Holländischen Verteidigung ist eine Variante nach ihm benannt.
Seine beste historische Elo-Zahl betrug 2577.

## Werke (Auswahl)
- Meschdunarodnyj schachmatnyj turnir w Moskwe (Dnewnik utschastnika) [Das internationale Turnier in Moskau. Tagebuch eines Teilnehmers], Moskau 1926.
- Matsch Aljechin-Capablanca, Moskau 1927.
- Sapiski sowietskowo mastiera [Notizen eines sowjetischen Meisters], Leningrad 1929.